# Megaselia mutilata
Megaselia mutilata är en tvåvingeart som beskrevs av Borgmeier 1969. Megaselia mutilata ingår i släktet Megaselia och familjen puckelflugor. Inga underarter finns listade i Catalogue of Life.